# Kalanchoe porphyrocalyx
Kalanchoe porphyrocalyx е вид каланхое, родом от Мадагаскар.

## Сортове
Много сортове са получени от К. porphyrocalyx, например:
- „Уенди“ (Wendy) – многоцветен сорт с 15 – 30 цветя в съцветие, произхождащ от хибридизация между K. miniata и K. porphyrocalyx.[2]